# Saldívar
Julián Augusto Saldívar é uma cidade do Paraguai, situada no Departamento Central.

## História
É uma das mais recentes cidades do Departamento Central. Anteriormente a emancipação era conhecida com Posta Leiva, dependente do município de Capiatá. Foi elevado a categoria de município de terceira categoria, pela lei nº 1149, de 15 de novembro de 1985. O primeiro intendente foi Don Rufino Gomez Nuñez.

## Geografia

### Localização
Está situada na Região Metropolitana de Assunção. Limita a norte com Capiatá, a sul com Guarambaré, a leste com Itá e Itauguá e a oeste com Ypané.

## Demografia
O distrito possuí um total de 54.290 habitantes, dos quais 26.799 são homens e 27.491 são mulheres, dados para 2019.

## Economia
É um importante produtor de hortaliças, sendo importante fornecedor da Grande Assunção. Possuí um pequeno polo automobilístico.

## Infraestrutura

### Transporte
O município está ligado com caminho em pavimento até as cidades de Villeta, Ypané e Capiatá. Passa pela cidade a Ruta 01, que liga a cidade de Assunção ao município de Encarnación (Departamento de Itapúa).